# Arte monastica insulare
La definizione di arte monastica insulare indica un aspetto dell'arte insulare delle Isole britanniche del VII e VIII secolo, che ebbe tra i principali centri di produzione artistica i monasteri celtici dell'Irlanda e il cui stile venne diffuso nell'ambito dell'attività missionaria dei monaci  irlandesi, ad opera di grandi personaggi quali san Colombano. 

## Monasteri
In Irlanda dopo la sua cristianizzazione si svilupparono presto grandi complessi monastici, che potevano ospitare fino ad un migliaio di monaci e che furono importanti centri economici e culturali, spesso con un atteggiamento autonomo rispetto alla Chiesa di Roma.
Le architetture erano semplici, realizzate in pietra e in legno. I monasteri erano dotati di scriptorium, dove venivano trascritti i libri destinati all'uso liturgico, e di laboratori di metallurgia, dove si producevano gli arredi necessari per le chiese, spesso in materiali preziosi.
Tra i monasteri più importanti vi furono quelli di Iona e di Lindisfarne.

## Diffusione
In seguito alle incursioni vichinghe e normanne, dalla fine del VII secolo numerosi monaci si rifugiarono in monasteri fondati nell'Europa continentale, dove il repertorio decorativo viene riproposto e influenza lo sviluppo artistico locale.
In Italia venne fondato da san Colombano il monastero di Bobbio, presso Piacenza, il cui centro scrittorio diffuse le tradizioni dell'arte insulare in numerosi codici miniati.